# Jackson Browne
Clyde Jackson Browne (Heidelberg, 9 de outubro de 1948) é um cantor e compositor norte-americano. Seu interesse político e suas angústias pessoais têm sido o centro de sua carreira, resultando em canções populares como “Somebody’s Baby”, “These Days”, “The Pretender” e “Running On Empty”. Em 2004, Browne foi introduzido no Rock and Roll Hall of Fame por seu amigo Bruce Springsteen. No mesmo ano, Browne recebeu um Doutorado de Música honorário do Occidental College de Los Angeles por “uma notável carreira musical que combina com sucesso uma arte intensamente pessoal com uma visão mais ampla de mudança social e de justiça”.

## Biografia

### Infância e primeiras composições
Browne nasceu em Heidelberg, Alemanha, onde seu pai, um militar americano, estava postado. A mãe de Browne, Beatrice Amanda, nasceu em Minnesota e tinha ascendência norueguesa. Browne tem três irmãos: Roberta “Berbie” Browne, que nasceu em 1946 em Nuremberg, Alemanha e Edward Severin Browne, que nasceu em 1949 em Frankfurt Am Main, Alemanha. Sua irmã caçula, Gracie Browne, nasceu vários anos depois. Sua família se mudou para o Highland Park, distrito de Los Angeles, Califórnia, quando Jackson tinha 3 anos de idade e em sua adolescência começou a cantar música folk em eventos locais, como o Ash Grove. Ele estudou na Sunny Hills High School, em Fullerton, Califórnia, onde se formou em 1966. Nesse mesmo ano, ele se juntou ao Nitty Gritty Dirt Band.
Browne assinou um contrato de publicação com Nina Music e suas canções foram gravadas por Joan Baez, Tom Rush, The Eagles, Linda Ronstadt, The Byrds, Steve Noonan, e outros. Após mudar-se para Greenwich Village, Nova York, Browne foi, por um curto período, apoio da banda de Tim Buckley. Em 1967, Browne esteve romanticamente ligado a Nico do Velvet Underground. Ele foi incluído no álbum de Nico, Chelsea Girl, tocando guitarra na versão dela de uma de suas primeiras canções, que ele escreveu na época do colégio, "These Days". Depois de deixar a cidade de Nova York, Browne formou uma banda de folk com Ned Doheny Wilce e Jack, e se estabeleceram no sul da Califórnia.

### Período clássico
Em 1971, Browne assinou com a Asylum Records e lançou seu álbum de estréia, “Jackson Browne” em 1972, o qual incluía “Doctor My Eyes”, que foi Top10 no US Single Chart. “Rock Me on the Water”, deste mesmo álbum, também foi tocada consideravelmente nas rádios, enquanto “Jamaica Say you Will” e “Song for Adam” ajudaram a estabelecer a reputação de Browne. Durante a turnê para promover o álbum, ele dividia a receita com Linda Ronstadt.
Seu próximo álbum, “For Everyman”, de 1973, — embora considerado de alta qualidade — obteve menos sucesso que seu primeiro álbum, apesar de ter vendido um milhão de cópias. A otimista “Take It Easy”, co-escrita com Glenn Frey do The Eagles, já tinha sido um grande sucesso para esse grupo, enquanto sua própria gravação de “These Days” representava as angústias de Browne.
“Late for the Sky” de 1974, foi consolidada na sequência. Destaca-se a canção-título, a elegíaca "For a Dancer" e "Before the Deluge". Os arranjos apresentados pelo violino e guitarra de David Lindley, pelo piano de Jai Winding e as harmonias de Doug Haywood. A faixa-título também foi destaque no filme Taxi Driver de Martin Scorsese. Por esta época, Browne começou seu turbulento porém seu mais longo relacionamento profissional com o cantor/compositor Warren Zevon, tutoriando seus dois primeiros álbuns pela Asylum como produtor.
O caráter de Browne estava ainda mais presente em seu próximo álbum, “The Pretender”. Ele foi gravado em 1976, depois do suicídio de sua primeira esposa, Phyllis Major. O álbum foi produzido por Jon Landau e tem uma mistura de estilos, que vão desde “Linda Paloma”, inspirada em Mariachi, passando pela country “Your Bright baby Blues” até a downbeat “Sleep’s Dark and Silent Gate”. “Here Come Those Tears Again” foi co-escrita com Nancy Farnsworth, a mãe de sua esposa, após a morte prematura de sua filha.
Até então, o trabalho de Browne tinha ganho uma reputação por suas melodias convincentes, letras perspicazes e um dom para a composição.
Browne começou a gravação de seu próximo LP enquanto ainda estava em turnê, e “Running on Empty” de 1977 se tornou seu maior sucesso comercial. Quebrando as convenções usuais para um álbum ao vivo, Browne usou todo material novo e combinou shows ao vivo com gravações feitas em ônibus, quartos de hotel e atrás do palco. “Running on Empty” contém muitas de suas mais conhecidas canções, como a faixa-título, “The Road” (escrita e gravada em 1972 por Danny O’Keefe), “Rosie” e “The Load-Out/Stay”.

### Vida particular
Jackson Browne se casou duas vezes e tem dois filhos. Sua primeira esposa foi a modelo e atriz Phyllis Major (1973-1976). Os dois começaram seu relacionamento por volta de 1971, como foi artisticamente imortalizado na canção “Ready or Not”. Em 1973 nasceu Ethan Zane, o único filho do casal. Jackson e Phyllis se casaram no final de 1975. Ele ficou desolado quando ela cometeu suicídio por consumir uma overdose de pílulas para dormir apenas alguns meses depois da cerimônia, em março de 1976, aos 30 anos de idade.
Browne se casou de novo em janeiro de 1981 com a modelo australiana Lynne Sweeney com quem teve seu segundo filho, Ryan Daniel, nascido em 1982. Browne e Sweeney se divorciaram em 1983, quando ele começou a sair com a atriz Daryl Hannah. O relacionamento com Hannah terminou em 1992. Ele está com a artista Dianna Cohen desde meados da década de 90.

### Tornando-se politicamente ativo
Logo após o acidente nuclear de Three Mile Island em Março de 1979, Browne se juntou a vários amigos músicos para fundar a organização antinuclear Musicians United for Safe Energy. Ele foi preso protestando contra a usina nuclear Diablo Canyon perto de San Luis Obispo. Seu próximo álbum "Hold Out" (1980) foi bem sucedido comercialmente - o único a alcançar o número 1 na Billboard 200. No ano seguinte, ele lançou o single "Somebody's Baby" para a trilha sonora de Picardias Estudantis (Fast Times at Ridgemont High), que se tornou seu maior hit, atingindo o número 7 na Billboard Hot 100. Em 1983, "Lawyers in Love" já sinalizava uma alteração perceptível do pessoal para o político em suas letras.
O protesto político veio à tona na música de Browne no álbum de 1986, "Lives in the Balance", uma condenação explícita do reaganismo e da política norte-americana na América Central. Atualizado com novas texturas instrumentais, o álbum foi um enorme sucesso entre muitos fãs de Browne, embora não com o público principal. A faixa-título, "Lives in the Balance", com suas flautas andinas e frases como: "There's a shadow on the faces / Of the men who fan the flames / Of the wars that are fought in places / Where we can't even say the names" - foi um protesto contra as guerras apoiadas pelos Estados Unidos na Nicarágua, El Salvador e Guatemala. A canção foi usada em vários pontos do premiado documentário de 1987 da PBS, The Secret Government: The Constitution in Crisis, do jornalista Bill Moyers, e fez parte da trilha sonora de Stone's War, um episódio de 1986 de Miami Vice incidindo sobre o envolvimento norte-americano na América Central.
Durante a década de 1980, Browne realizou frequentemente shows beneficentes para as causas que acreditava, incluindo Farm Aid; a Anistia Internacional (fazendo várias aparições na turnê "A Conspiracy of Hope"); pós-Somoza, na Nicarágua revolucionária; e o Christic Institute. O álbum "World in Motion", lançado em 1989 contém uma cobertura notável de "I am a Patriot" de Steven Van Zandt, uma canção que ele apresentou em inúmeros concertos.
Em 1995, ele atuou em "The Wizard of Oz in Concert: Dreams Come True" uma performance musical da história popular no Lincoln Center em benefício do Children's Defense Fund. O show foi transmitido pela Turner Network Television (TNT), e lançado em CD e vídeo em 1996.

### A partir da década de 1990 a 2002
Em 1993, quatro anos depois de seu álbum anterior, Browne voltou com "I'm Alive", um álbum aclamado pela crítica com um estilo mais pessoal que não teve nenhum single de sucesso, mas ainda assim teve uma vendagem respeitável - de fato, a nona faixa do álbum, Sky Blue and Black, foi utilizada durante o episódio piloto do sitcom Friends. Ele cantou um dueto com Jann Arden em "Unloved" no álbum de 1995 da cantora, chamado "Living Under June". "Looking East" (1996), seu décimo-primeiro álbum, foi lançado logo depois, mas não foi tão bem sucedido comercialmente.

### 2000 até o presente
Browne lançou seu álbum “The Naked Ride Home” em 2002 com uma performance no Austin City Limits, com a gravação das canções mais velhas e familiares.
Em 2003, Browne foi convidado para atuar como si mesmo no episódio de Os Simpsons “Brake My Wife, Please”, fazendo uma paródia da canção “Rosie” com a letra alterada para fazer referência a trama envolvendo Homer e Marge.
Em 2004, Browne foi introduzido no Rock and Roll Hall of Fame. Bruce Springsteen fez o discurso de posse, comentando com Browne, que, embora os Eagles tenham sido empossados primeiro, ele disse: “Você escreveu as músicas que eles queriam ter escrito”. Browne escreveu um número incontável de canções de sucesso que muitos artistas, incluindo os Eagles e o próprio Springsteen já gravaram ao longo do período de sua carreira. No ano anterior, três dos álbuns de Browne — For Everyman, Late for the Sky e The Pretender — tinham sido selecionados pela revista Rolling Stone como entre as suas escolhas para os 500 melhores álbuns de todos os tempos.
Browne apareceu em vários comícios para o candidato presidencial Ralph Nader em 2000, cantando “I Am a Patriot” e outras canções. Ele participou da turnê Vote for Change, em Outubro de 2004, fazendo uma série de concertos em estados decisivos. Estes concertos foram organizados pela MoveOn.org para mobilizar as pessoas para votar em John Kerry nas eleições presidenciais. Browne apareceu com Bonnie Raitt e Keb ‘Mo’, e uma vez com Bruce Springsteen. Durante o final de 2006, Browne subiu ao palco com Michael Stanley e JD Souther para angariar fundos para os candidatos democratas em Ohio. Para a eleição presidencial de 2008, ele apoiou John Edwards para a indicação presidencial democrata e se apresentou em algumas das aparições de Edwards.
Solo Acoustic, Vol. 1 foi lançado em 2005 pela Inside Recordings. O álbum é composto por gravações ao vivo de onze faixas lançadas anteriormente e “The Birds of St. Marks”, uma canção que não aparece em nenhum dos álbuns de estúdio Browne. Este álbum foi nomeado para um Grammy em 2007 na categoria de Melhor Álbum de Folk Americano Contemporâneo.
Browne é parte do grupo No Nukes, que é contra a expansão da energia nuclear. Em 2007, o grupo gravou um videoclipe de uma nova versão da música “For What It’s Worth” de Buffalo Springfield.
Um álbum ao vivo, Solo Acoustic, Vol. 2, foi lançado em 4 de março de 2008.
Browne atuou no filme de 2007, A Vida é Dura: A História de Dewey Cox (Walk Hard: The Dewey Cox Story).
O novo álbum de estúdio de Jackson Browne, “Time The Conqueror”, foi lançado em 23 de setembro de 2008 através da Inside Recordings, seu primeiro álbum de estúdio com músicas inéditas em seis anos, todas escritos por Browne, exceto três delas co-escritas com vários membros de sua banda de longa data desde o fim de sua relação com o antigo distribuidor Elektra Records em 2003. O álbum alcançou número 20 na parada de álbuns da Billboard 200, que foi o seu primeiro registro top 20 desde o lançamento de “Lawyers in Love” em 1983. Além disso, o álbum alcançou a posição número 2 no Billboard Independent Album chart.
Durante agosto de 2008, Browne processou John McCain, do Partido Republicano de Ohio, e o Comitê Nacional Republicano por usar seu hit de 1977, “Running on Empty” em um anúncio de ataque contra Barack Obama, sem a sua permissão. Em julho de 2009, o assunto foi resolvido com um acordo financeiro e um pedido de desculpas do comitê de campanha de McCain.
Em agosto de 2008, ele apareceu no ALMA Awards em uma entrevista gravada em homenagem à amiga de longo prazo, Linda Ronstadt.

### Caridade
Em 2008, Browne contribuiu para o álbum “Songs for Tibet”, uma iniciativa de apoio ao Dalai Lama Tenzin Gyatso e para divulgar a situação dos direitos humanos no Tibete. O álbum foi lançado em 5 de agosto através do iTunes e em 19 de agosto em lojas de música ao redor do mundo.
Browne gravou uma versão cover da canção “Oh My Love” de John Lennon em benefício da campanha da Anistia Internacional para aliviar a crise em Darfur. A canção aparece no álbum “Instant Karma: The Amnesty International Campaign to Save Darfur”, que foi lançado em 12 de junho de 2007 e possui muitos outros artistas de destaque realizando outros covers de Lennon, como R.E.M., Jack Johnson, U2, Avril Lavigne, Green Day, e Black Eyed Peas.
Browne também gravou uma versão da canção “Weight of the World” de Lowen & Navarro em “Keep the Light Alive: Celebrating the Music of Lowen & Navarro”. Os rendimentos do álbum foram destinados a Eric Lowen Trust, ALS Association Greater Los Angeles, e Augie's Quest.

### Prêmios
Por “promover a paz e a justiça através de sua música e seu apoio incansável para que se promova soluções não violentas para os problemas nacionais e internacionais”, Browne recebeu o Courage of Conscience Awards da abadia de Paz em Sherborn, Massachusetts.

## Discografia

### Álbuns de estúdio
- 1972 - Jackson Browne
- 1973 - For Everyman
- 1974 - Late for the Sky
- 1976 - The Pretender
- 1977 - Running on Empty
- 1980 - Hold Out
- 1983 - Lawyers in Love
- 1986 - Lives in the Balance
- 1989 - World in Motion
- 1993 - I'm Alive
- 1996 - Looking East
- 2002 - The Naked Ride Home
- 2008 - Time the Conqueror